# Rezervația botanică Pavlovca
Pavlovca (în ucraineană Павлівський ботанічний заказник) este o rezervația botanică de importanță locală din raionul Berezivka, regiunea Odesa (Ucraina), situată lângă satul Pavlovca și granița cu Republica Moldova. Este administrată de silvicultura de stat „Velîka Mîhailivka”.
Suprafața ariei protejate constituie 403 de hectare, fiind creată în anul 1998 prin decizia Președintelui Ucrainei. Rezervația a fost creată pentru protecția pădurilor de stejar pufos din regiune. De asemenea, pe teritoriul rezervației cresc crin de pădure, clocotiș, crocus reticulatus, etc; dintre animale: discoelius zonalis, osmoderma barnabita, rădașcă, dihor de stepă, hermină, bursuc, șoarece de stepă, erete vânăt, enumerate în Cartea Roșie a Ucrainei.